# بیدمشک

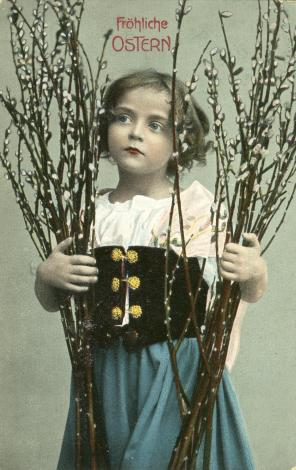
شاخه‌های بیدمشک در کارت تبریک عید پاک سال۱۹۰۲ (که زمان آن تقریباً با عید نوروز مصادف است)

بیدمِشک به گروهی از درخت یا درختچه‌های زینتی از سرده بید گفته می‌شود که سنبله‌های آن (که پرمانند و دارای اسانس معطری هستند) در آغاز فصل بهار به عمل می‌آید. سالیکس کاپری (نام علمی: salix aegyptiaca)، یکی از انواع آن است که دارای گل‌های زرد کم‌رنگ دم‌گربه‌ای است. ارتفاع درخت به ۹ متر می‌رسد.
اسانسی از این گیاه گرفته می‌شود به نام عرق بیدمشک که برای معطر کردن شربت استفاده می‌شود و در طب سنتی دارای خواص درمانی بالا است. شاخه‌های بیدمشک همچنین برای تزیین سفره هفت سین استفاده می‌شود.

## خواص دارویی در طب سنتی
طبیعت آن سرد و تر است. مقوی قوای دماغی و قلب، مفرح روح، ملین مزاج، سردردهای گرم مزاج را نیز تسکین می‌دهد. بوعلی سینا نوشته است كه بیدمشک (بهرامج) از نباتات خوشبوست و افشره‌اش ورم‌ها را فرونشاند، شکوفه و بوی برگ آن بادهای متراکم سر را علاجند. اندامان دفعی: شکم را روان کند.
دمنوش بیدمشک برای درمان بی‌خوابی و درمان جوش‌های صورت مفید است.